# Heinrich von St. Gallen (Abt)
Heinrich von St. Gallen (* 13. Jahrhundert; † 7. August 1324 in Wettingen) war Geistlicher und Abt von Kloster Wettingen.
Über seine Herkunft ist nichts bekannt, das Attribut „von St. Gallen“ dürfte aber seine Heimat beschreiben. Belegt ist seine Aufnahme als Konventuale in Wettingen 1304 und als Prior 1310. Seit April 1316 ist Heinrich regelmässig als Abt erwähnt.